# Partanna
Partanna (nombre en italiano y siciliano) es un municipio de 11.487 habitantes de la provincia de Trapani, Sicilia, Italia. Se sitúa entre los valles del río Modione al oeste y del río Belice al este. La etimología de su topónimo es incierta, pudiendo ser de origen griego (de παρθένος, Parthenos, "Virgen"), aunque también de origen árabe (Barthamnah, "tierra oscura").
El lugar es desde el Paleolítico, como lo demuestra el descubrimiento de restos arqueológicos en diciembre de 2006, comenzándose a construir una reserva natural. Posteriormente fue poblada por griegos, romanos y bizantinos, datando la población actual de la Edad Media.
La plaza principal, dedicada a los jueces Giovanni Falcone y Paolo Borsellino, es el lugar principal de la localidad. Se trata de un centro agrícola y comercial, 58 km al sureste de Trapani, la capital.
Desde 2002 la localidad es sede del concurso nacional de teatro Grifo d'Oro.

## Evolución demográfica
| Gráfica de evolución demográfica de Partanna entre 1861 y 2001 |
|                                                                |
| Fuente ISTAT - elaboración gráfica de Wikipedia                |